# Asarum bashanense
Asarum bashanense Z.L.Yang – gatunek rośliny z rodziny kokornakowatych (Aristolochiaceae Juss.). Występuje naturalnie w Chinach – w prowincji Syczuan. 

## Morfologia
PokrójByliny z krótkim pionowym kłączem o średnicy 2,5 mm.
LiściePojedyncze, mają kształt od owalnie sercowatego do strzałkowato sercowatego. Mierzą 2–3 cm długości oraz 3,5–6 cm szerokości. Są owłosione od spodu. Blaszka liściowa jest o sercowatej nasadzie i wierzchołku od ostrego do spiczastego. Ogonek liściowy jest nagi i dorasta do 8–25 mm długości.
KwiatySą promieniste, obupłciowe, pojedyncze. Okwiat ma dzwonkowato okrągły kształt i ciemnoczerwoną barwę, dorasta do 2–3 cm długości oraz 4–5 cm szerokości. Listki okwiatu mają szeroko owalny kształt. Kwiaty mają 12 pręcików o krótkich nitkach. Zalążnia jest pośrednia z wolnym słupkiem.

## Biologia i ekologia
Rośnie w wilgotnych lasach. Występuje na wysokości od 700 do 900 m n.p.m. Kwitnie od marca do czerwca.